# Gradiška (Bosznia-Hercegovina)
Gradiška (szerbül: Градишка, korábban Bosanska Gradiška), város és községközpont Bosznia-Hercegovinában, Bosanska krajina területén, a Szerb Köztársaságban. 

## Fekvése
Bosznia-Hercegovina északi részén, Banja Lukától légvonalban 40, közúton 50 km-re északra, a Száva-folyó jobb partján fekszik. Gradiška község területe két különböző domborzati egységhez tartozik. Nyugati és délnyugati része Prosara és Kozara domb- és hegyvidéki régiójához tartozik, míg az északi és északkeleti rész a Lijevče polje hatalmas síkságából áll. A Lijevče polje a Száva és az Orbász (Vrbas) folyók felé enyhén lejtő síkság, 90-100 m tengerszint feletti magasságban. A község legalacsonyabb pontja (89 méter) a Száva folyónál van, Orubica településtől keletre. A legmagasabb pont a Kozara-hegységben található, 863 méter magas. Legfontosabb vizei a Száva folyó és mellékfolyói: a Jablanica, a Vrbaška és a Lubina.

## Népessége

### A község népessége
| Nemzetiségi csoport | Népesség 1991 | Népesség 2013 |
| ------------------- | ------------- | ------------- |
| Szerb               | 35753         | 41863         |
| Bosnyák             | 15851         | 7580          |
| Horvát              | 3417          | 826           |
| Jugoszláv           | 3311          | 76            |
| Egyéb               | 1642          | 1382          |
| Összesen            | 59974         | 51727         |

### A város népessége
| Nemzetiségi csoport | Népesség 1991 | Népesség 2013 |
| ------------------- | ------------- | ------------- |
| Szerb               | 6502          | 11122         |
| Bosnyák             | 7188          | 2408          |
| Horvát              | 781           | 294           |
| Jugoszláv           | 1788          | 38            |
| Egyéb               | 582           | 506           |
| Összesen            | 16841         | 14368         |

## Története

### Az őskortól a középkorig
A régészeti kutatások megállapításai szerint Gradiška, mint lakott hely legrégebbi magja a mai park- és kórházegyüttes területe volt. A kórházépület alapozása során számos régészeti réteget azonosítottak: őskori, ókori-római, kora-középkori, valamint késő-középkori és törökkori rétegeket. A Száva-folyó erdőkben és vizekben gazdag melléke már a legkorábbi időkben vonzó volt az emberi letelepedés számára. Az egykori lakosok az erdőket vadászatra, fáit épületek, erődítmények, valamint csónakok és nagyobb hajók építéséhez használták. A térség szisztematikus régészeti kutatása a 19. század végén kezdődött. A legrégebbi és leghíresebb régészeti lelőhely ezen a területen Donja Dolina. Donja Dolina a kiváló cseh származású osztrák tudósok, Franja Fijala és Ćira Truhelka munkássága révén vált Európaszerte ismertté, akik egy darabban ástak ki egy nagy, 3000 éves fából készült csónakot, valamint sírokban számos más őskori tárgyat találtak. Mindezt a szarajevói Nemzeti Múzeumban őrzik, de rengeteg Donja Dolinából származó szerszám, fegyver és edény található a Banja Luka és Gradiška múzeumaiban is.
A rómaiak idejében a mai város helyén volt a Municipium Servitium település, amely a Balkántól keletre és délre tartó utak fontos kereszteződésében állt. A római folyami flottának kikötője volt itt, ami sokat mond a település akkori stratégiai fontosságáról. A város tágabb területén is előkerültek ókori régészeti leletek, köztük római épületek maradványai. A települést és az itt álló erődöt a 2. és 7. század közötti időben említik. Ptolemaiosz Geográfiájában a 2. században „Serbinon” vagy „Serbinum” néven szerepel. Az Itinerarium Antonini a 2-3. században Servitiumként említi. A 4. századból származó Tabula Peutingerana térképen „Seruitio” néven szerepel. A 400 körüli Notitia dignitatum című műben „Servitti” néven említik. Az Anonymi Ravennatis Cosmographia 7-8. századi részében a „Serbitium” név szerepel.
A szlávok a 7. században érkeztek erre a vidékre. A 7-12. században a szórványtelepülések mellett kerek földvárakat is építettek. A kör alaprajzú települések általában fennsíkon, többnyire fa építésű, legtöbbször körben sorakozó házakkal épültek. A fennsík körül egy mélyebb árok volt, és minden település körül egy földből épített, kerek sánc húzódott. Eddig több mint 30 ilyen települést fedeztek fel Potkozarjében. Gradiška közvetetten először 1295-ben (700 évvel ezelőtt) szerepel oklevélben „Gradiška Brod” néven, ami olyan helyet jelöl, ahol átkelnek a Száván. Ezen a formán kívül csak „Gradische” alakban szerepel, 1330-ban pedig már szabad királyi város „libera villa de Gradisca”. Gradiška a középkorban elsősorban mint szávai átkelőhely volt ismert.

### Az oszmán uralom

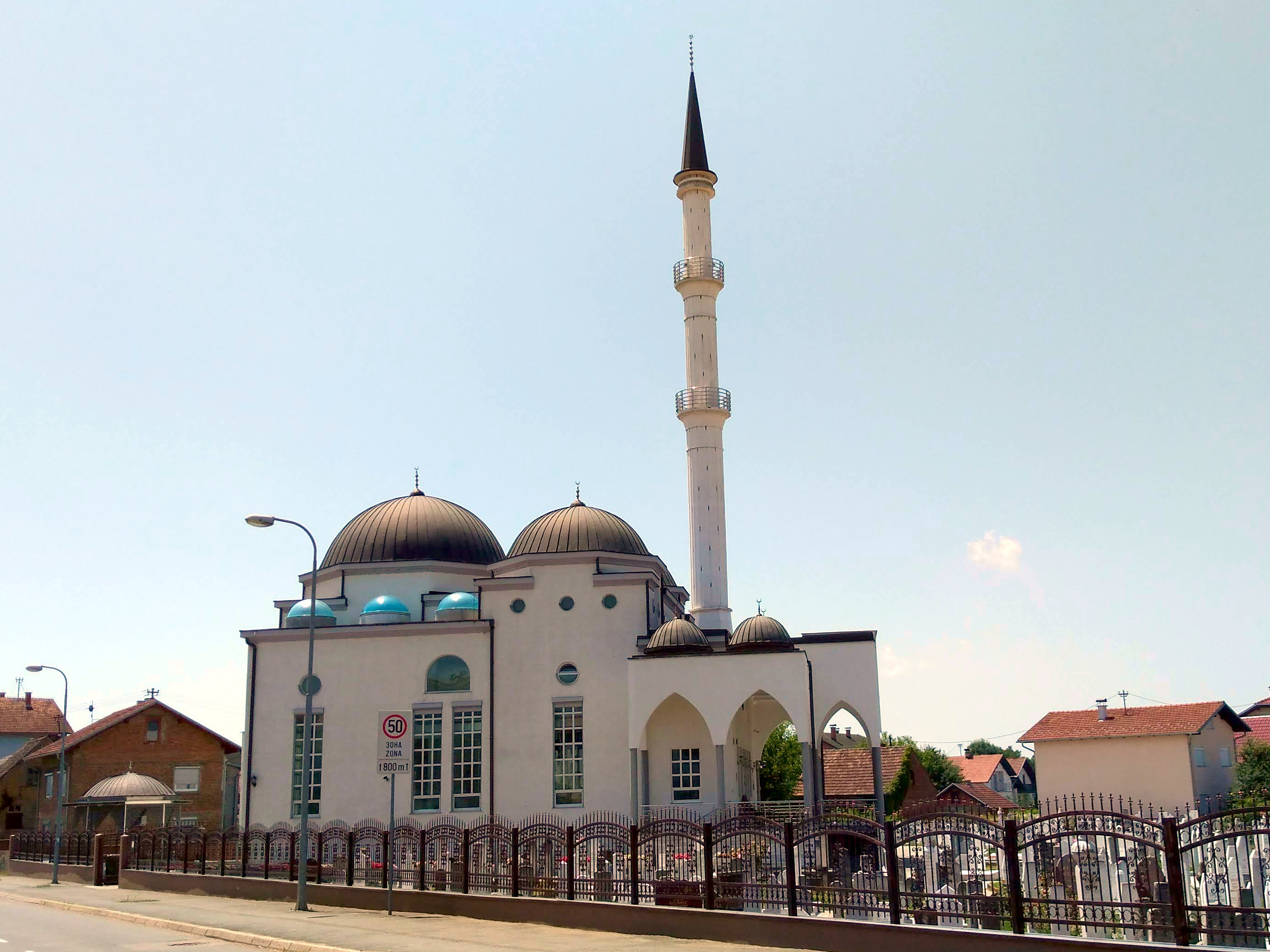
A tekijai mecset

A történészek szerint Gradiška 1535 és 1537 között került oszmán uralom alá. Az oszmánok egészen 1878-ig (közben 1688-1693, 1716-1741 és 1789-1797 között Habsburg uralom alatt volt), Bosznia-Hercegovina osztrák-magyar megszállásáig maradtak ezeken a területeken. Az oszmán hadvezetés a további északi irányú hódításaihoz már 1532-ben hídfőt létesített Kobaš mellett. Abban az időben történt, hogy Beriszló István (Stjepan Berislavić), a vidék hűbérúra átállt az oszmánok oldalára és ottomán vazallus lett, ahol továbbra is megtarthatta birtokait, de azzal a feltétellel, hogy elismeri az új uralmat és részt vesz a hadműveletekben. Egy feljegyzés szerint 1535-ben Pozsega ispánját, Bánfi Györgyöt nevezték ki a gradiškai vár védelmének irányítójává, amelyet aztán megerősített és felfegyverzett, és megvédte az oszmánok ellen. A szöveg kitér arra is, hogy valamivel később az oszmánok megtámadták a várat, és „a törököknek volt dolguk, amikor meghódították és haragjukban a földdel egyenlővé tették”. Más források szerint Gradiška még abban az évben oszmán fennhatóság alá került. A katonai műveletet 1535-ben Gázi Huszrev boszniai szandzsákbég vezette, és a szultán vazallusa, Beriszló István is részt vett benne. Ebből az alkalomból konfliktus támadt közöttük, ami Beriszló megszökésével ért véget. Ezt követően Gázi Huszrev bég hadai rövid időn belül elfoglalták Kobašt, Bródot, Gradiškát és más helyeket, ami azt jelenti, hogy Gradiška és a szomszédos helyek valószínűleg 1535-ben (de 1537-ben már biztosan) oszmán uralom alá kerültek. 
Az oszmán hódítás után erről a vidékről Horvátországba, Szlovéniába, sőt Ausztriába és Magyarországra is menekültek az emberek. A maradók jelentős része elfogadta az iszlámot. A tömeges iszlamizáció abban az időben Boszniában a társadalmi folyamatok része volt, és Gradiska térségében különösen hangsúlyos volt Cernik térségében. Simon zágrábi püspök szerint akkoriban 40 000 katolikus helyi lakos fogadta el az iszlámot. Ezekből az adatokból arra lehet következtetni, hogy a lakosság elfogadta az új uralmat. Ebben valószínűleg közrejátszott a helyi feudális uraknak az oszmánok érkezése előtti erőszakossága, de az is, hogy az oszmánok békés és biztonságos életet biztosítottak. A parasztok biztonságot élveztek, nagyobb volt a béke és a rend, mint korábban. A kötelezettségek nem voltak olyan súlyosak, mint korábban. Nem voltak rablások és pusztítások, megszűntek az állandó konfliktusok a hazai feudális urak között egészen addig, míg valamikor a 17. század közepén az Oszmán Birodalom gyengülni nem kezdett.
Közben a gradiskai várat többször újjáépítették és lebontották. Evlija Cselebi 1660 körül Gradiškában említ egy palánkvárat, azaz egy fából készült erődöt, míg a törökök által Berbirnek nevezett régi Serbinona helyén, Gradiškában csak 1767-ben építettek kővárat, amelyet a törökök Berbirnek neveztek, és amelyet 1875-ben lebontottak. Az erőd 1918 után teljesen eltűnt. A történelmi dokumentumok 1553-ban is említik Gradiškát, amikor Sziszek kapitánya, Erdődy Péter porig égette. A szlavóniai rabló testvérpár, Marko és Mato Lapsanović ugyanezt tették 1600-ban. A 17. század olyan időszak volt, amikor a háborús tevékenység csökkent, és a vallási tolerancia megnőtt. Nem szabad megfeledkeznünk arról, hogy II. Mehmed (1451-1481) Bosznia meghódítása után engedélyt adott ki a boszniai ferenceseknek, hogy akadálytalanul végezhessenek vallási tevékenységet. Toma Ivković 1630-as jelentése szerint a visokói ferencesek az oszmán hatóságoktól teljesen háborítatlanul végezték az egyházi igazgatást Gradiškában és másutt.

### Az osztrák-magyar uralom

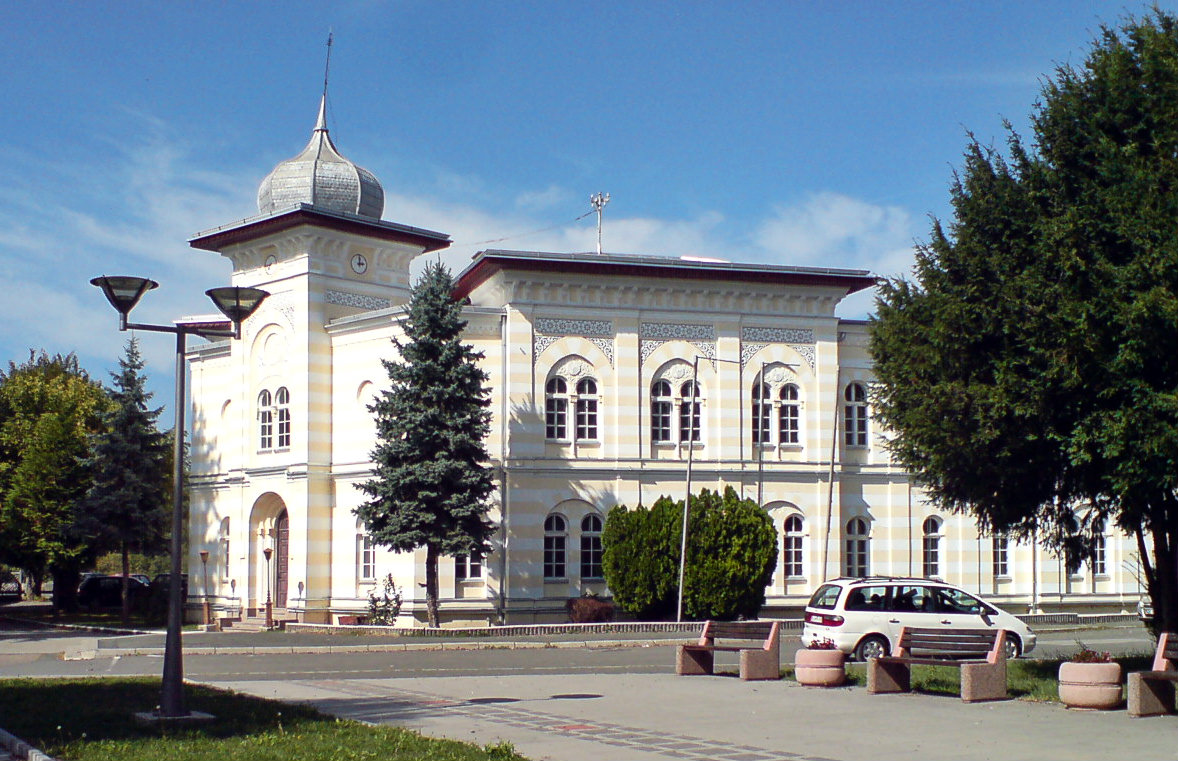
A Városi Múzeum épülete

A település 1878-ig tartozott az Oszmán Birodalomhoz, ekkor a berlini kongresszus határozata alapján az Osztrák-Magyar Monarchia része lett. 1879-ben az első osztrák-magyar népszámlálás során a településnek 897 háztartása, 1232 ortodox szerb, 2552 muszlim, 439 római katolikus és 3 izraelita lakosa volt. 1910-ben a Prijedori járáshoz tartozó településen 782 háztartást, 1153 ortodox szerb, 2337 muszlim, 559 római katolikus és 19 görög katolikus lakost találtak. A jól szervezett osztrák-magyar közigazgatás tette lehetővé, hogy ez a terület Európa részévé váljon. Az új uralom alatt Európa több részéből települtek be családok. Északnyugat-Németországból bevándorolt családok alapították például Vindthorst települést. A betelepülők legtöbben csehek, lengyelek, olaszok és hollandok voltak, akik a krajinai agáktól és bégektől vettek földet nagyon alacsony áron. 1879-től 1898-ig a telepesek hat új települést hoztak létre a gradiškai községhez tartozó Lijevče polje területén: Nova Topola, Vrbaška, Dubrave, Ćelinovac, Trošelji és Miljevačka Kozara. Ezek a települések a legfejlettebbek voltak, hiszen a telepesek korábban ismeretlen eszközöket, gépeket (vasekék, boronák, fűkaszák), valamint új terményeket (eper, zöldségek, szőlő, lóhere, repce), valamint a legtermékenyebb állatfajtákat hozták magukkal.
E terület fejlődését számos változás befolyásolta. A leglassúbb változások a mezőgazdaságban következtek be. A szpáhirendszer lassan megszűnt, de feudális rendszer és a jobbágykötelezettségek csak 1911-ben szűntek meg. A 19. század végét és a 20. század elejét a muszlim lakosság fokozatos kivándorlása Törökországba és a keresztény lakosság bevándorlása jellemezte. Ez jelentősen megváltoztatta e terület etnikai struktúráját. Összességében Ausztria-Magyarország végrehajtotta az első részletes népszámlálást, földmérést és meliorációt, korszerűsítette és intenzívebbé tette a mezőgazdasági termelést, kereskedelmet, kézművességet, közlekedési kapcsolatokat, különös tekintettel a Banja Luka – Gradiška irányra, amely a Száván és Bosznia-Hercegovinán keresztül kötötte össze Ausztria-Magyarország egyes részeit. Kulturális szinten az új iskolák megnyitásával történtek változások.

### Jugoszlávia részeként
A monarchia szétesésével 1918-ban előbb a Szerb-Horvát-Szlovén Királyság, majd 1929-től a Jugoszláv Királyság része. 1921-ben 892 háztartása és 4157 lakosa volt. Az első világháború és a Jugoszláv Királyság 1918-as létrejötte után Gradiška városa az osztrák-magyar időszakban megkezdődött változások nyomán folytatta fokozatos fejlődését. Ez a terület továbbra is elsősorban mezőgazdasági terület volt. A primitív mezőgazdaságot fokozatosan felváltotta egy modernebb, amely nemcsak a saját szükségletek kielégítésére, hanem a termékek feldolgozására, értékesítésére is épült. Gradiška a vidék központi települése volt, amely a lakosságot közigazgatási, kereskedelmi, kézműves, oktatási és egészségügyi alapszolgáltatásokkal látta el.
Jugoszlávia megszállása után a település a Független Horvát Állam (NDH) része lett. A második világháború (1941-1945) nagy demográfiai és anyagi pusztításhoz vezetett, különösen a Potkozarjei régióban. Ebben az időszakban több mint 11 500 ember halt meg a Jasenovac, Stara Gradiška és Mlaka fogolytáboraiban. 1945-től a település a szocialista Jugoszlávia része lett. Az ország újjáépítése és a szocialista építkezés során Gradiška városa teljes gazdasági és társadalmi átalakuláson ment keresztül. Három szövetkezet is szerveződött: asztalos, szabó és cipész. Idővel ezek a szövetkezetek nagy gyárakká és vállalatokká nőtték ki magukat. Új utcák, települések épülnek, számos lakó-, oktatási, kereskedelmi, közlekedési és hasonló épületet alakítottak ki. 

### A boszniai háború és következményei
A boszniai háború idején a település a Boszniai Szerb Köztársaság része volt. Noha a háború éveiben nem volt messze az első védelmi vonaltól, Gradiška megmenekült a jelentős háborús pusztulástól. Az 1991-től 1995-ig tartó védelmi-honvédő háborúban a Boszniai Szerb Köztársaság hadseregének (VRS) 300 katonája halt meg a település területén. 1992. augusztus 8-án a hajnali órákban a horvát erők Horvátország irányából támadást kíséreltek meg Bok Jankovac külvárosi település ellen, amelyben tizenhat VRS-harcos vesztette életét. 1995. május 1-jén a „Villám” hadművelet során a horvát hadsereg ágyúkkal lőtte Gradiškát. Másnap, 1995. május 2-án a Rudolf Peresin által vezetett horvát repülőgép a városközpontot bombázta, melynek során ártatlan gyerekeket és civileket ölt meg. A gépet még aznap lelőtte boszniai szerb hadsereg. Körülbelül 20 ezer Nyugat-Szlavóniából menekülő szerb számára a gradiškai Száva-híd volt az „üdvösség hídja”. A háború végén súlyosan megrongálódott Száva-híd üzemképtelenné vált. 

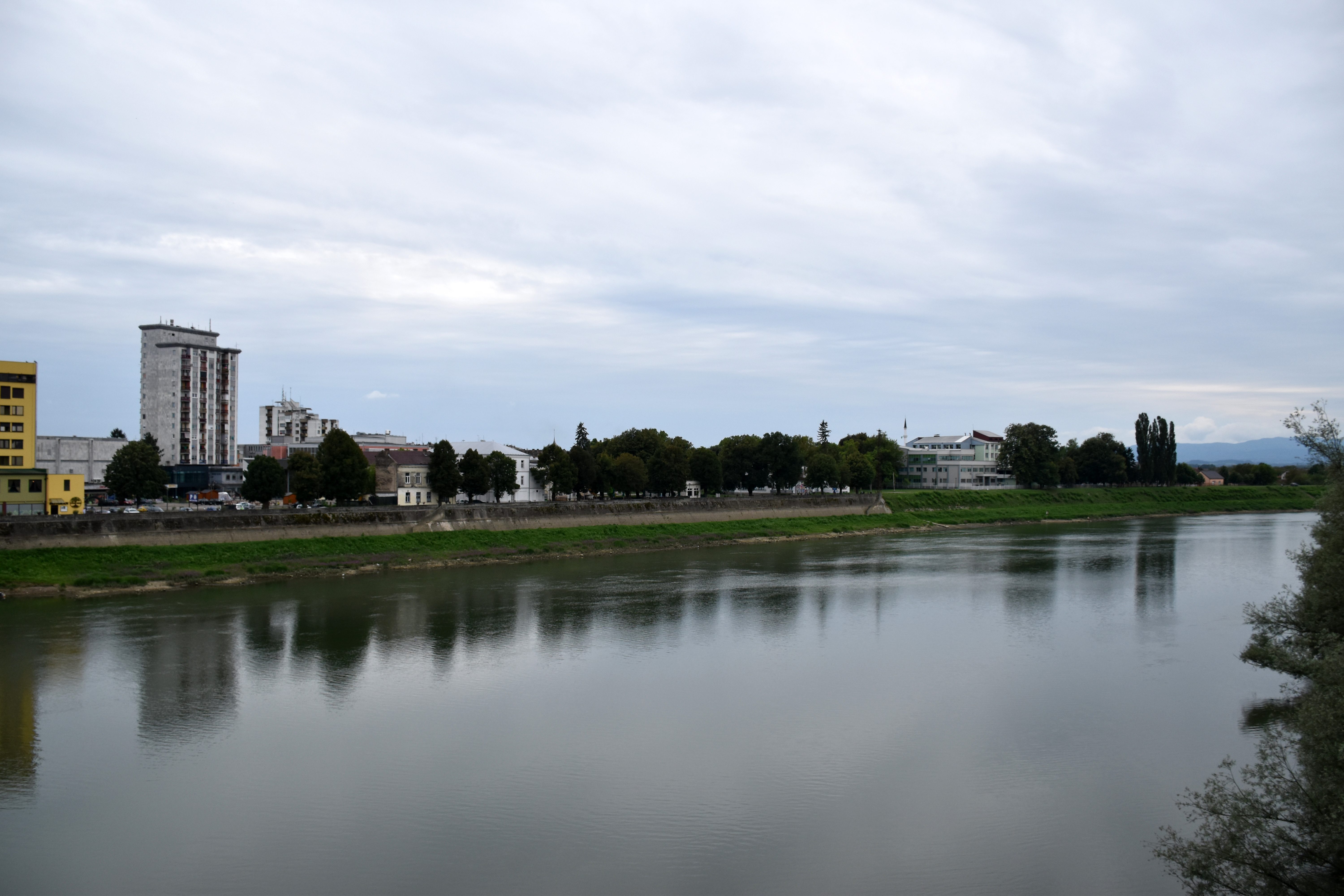
A város látképe a Száva hídjáról

A daytoni békeszerződést követő területfelosztásnál a település a Szerb Köztársaság területéhez került. A háború végével a muzulmánok (bosnyákok) és horvátok elmenekülése jelentősen megváltoztatta a város nemzetiségi szerkezetét, így ma a szerbek alkotják az abszolút többséget. Gradiška ma határváros Bosznia-Hercegovina, és azon belül a Szerb Köztársaság és a Horvát Köztársaság között, egyúttal a Szerb Köztársaság hatodik legnagyobb városa. A határátkelő a város központjában található. 1993. április 2-ig a város és az azonos nevű község hivatalos neve Bosanska Gradiška volt. Ekkor a Szerb Köztársaság többi településéhez hasonlóan neve elől elhagyták a „Bosanska” jelzőt. A háború végén súlyosan megrongálódott Száva-hidat Európai Uniós forrásból felújították és 2000. május 10-én forgalomba helyezték. Addig az évig Gradiška egy 1996-ban épült pontonhíddal volt összekötve Horvátországgal. A városban nagyszámú lakó- és üzletház épült, minden utcát leaszfaltoztak, új utakat építettek. A kertvárosias településeken kibővült a csatornahálózat, a település legtávolabbi falvaiban is elérhető a vezetékes víz. 2019 márciusában a Szerb Köztársaság Nemzetgyűlése elfogadta a Gradiška városáról szóló törvényt, amellyel Gradiška a nyolcadik város lett a Szerb Köztársaságban. 2020. szeptember 21-én a város vésőszentje, Mala Gospojina (Kisboldogasszony) ünnepe keretében megnyílt az újonnan épült Čubrilović-tér, amelyet Veljko Čubrilović bronz szobra díszít a város központjában, nem messze attól a helytől, ahol a Čubrilović család háza volt. Gradiškán ma egy modern és városias környezet körvonalazódik, amelyben kialakultak a feltételek a sikeres működéshez és a fejlesztési lehetőségek minden lehetőségének kihasználásához.

## Gazdaság

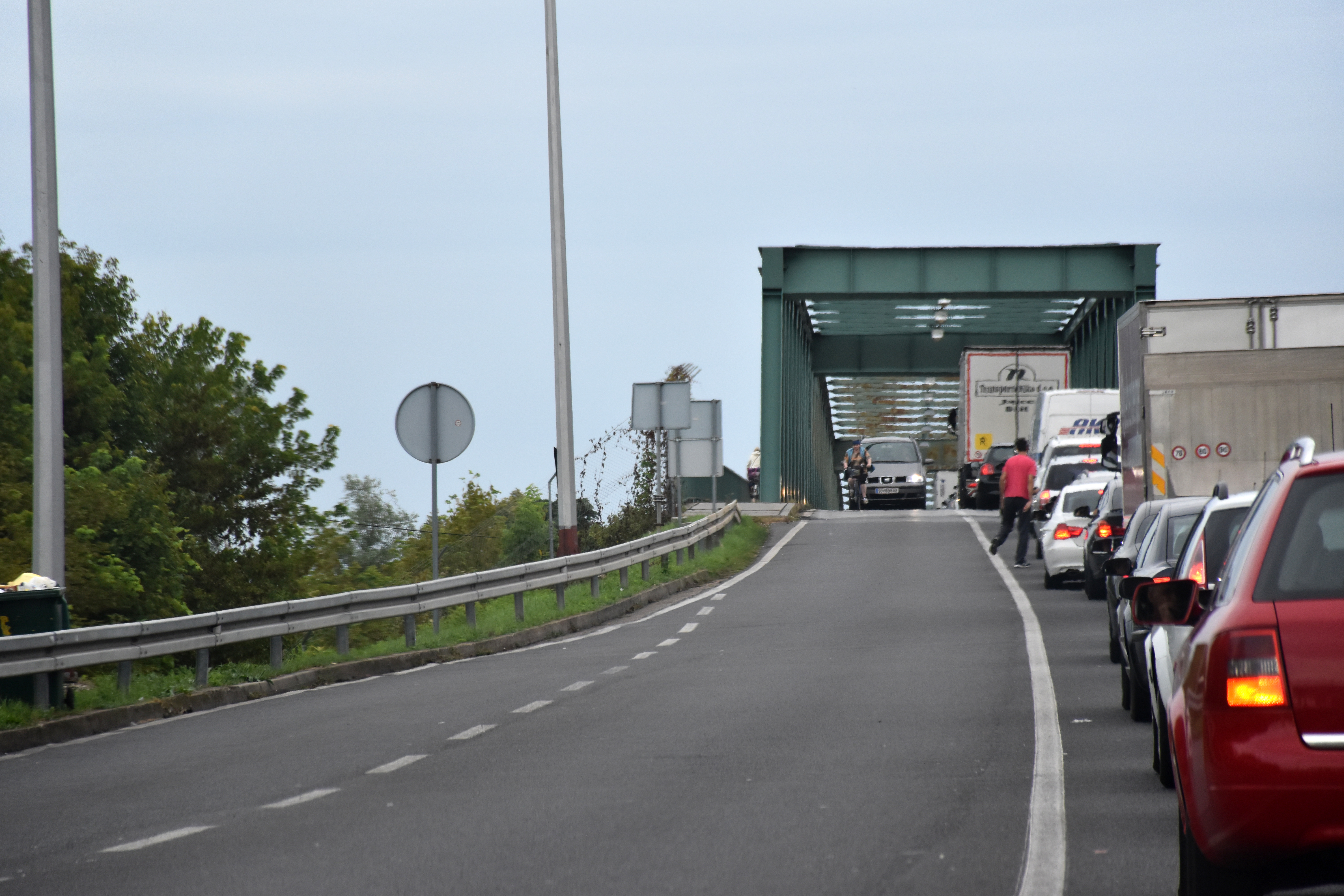
A gradiškai határátkelő

A természeti erőforrásoknak köszönhetően az elmúlt évtizedekben sikeres gazdasági növekedés és fejlődés valósult meg. A gazdasági alapot folyamatosan erősítik új gazdasági és infrastrukturális létesítmények építése, a termelés és a külpiaci export növelése. A kézműves kisműhelyek korszerű gyárakká nőttek, a hatalmas, erdőkben gazdag Kozara és Prosara, valamint Lijevče polje és Potkozarje termékeny szántóinak erőforrásaira bútoripari, faipari, mezőgazdasági és élelmiszeripari feldolgozó kapacitások épültek. Ezzel párhuzamosan más gazdasági ágakban, elsősorban a fém- és textiliparban, a gépiparban, az építőiparban, a kereskedelemben, valamint az elektromos anyag- és műanyaggyártásban is fejlődtek a cégek.
Az ipari vállalkozások gazdasági fejlődése sikeresen követte a közüzemi és szolgáltatási tevékenységek fejlődését. Az elmúlt 50 évben a teljes gazdasági potenciál, lakásállomány, infrastrukturális létesítmények kiépültek, folyamatos bővülési tendenciával. Gradiska város gazdaságában 6000 munkavállalót foglalkoztatnak, a nem gazdasági területeken pedig körülbelül 2000-et. A gazdasági tevékenységek fő hordozói az állami vállalatok. Az állami tőke átalakításának folyamata folyamatban van. A háború előtti időszakhoz képest az ipari termelés szintje elérte a 25%-ot. A városban több mint 600 magáncég és több mint 1400 magánüzlet működik. A magánszektor tevékenységeinek nagy része a kereskedelem és vendéglátás területére összpontosul, kisebb rész pedig egyes feldolgozóipari tevékenységekre irányul.

## Közlekedés

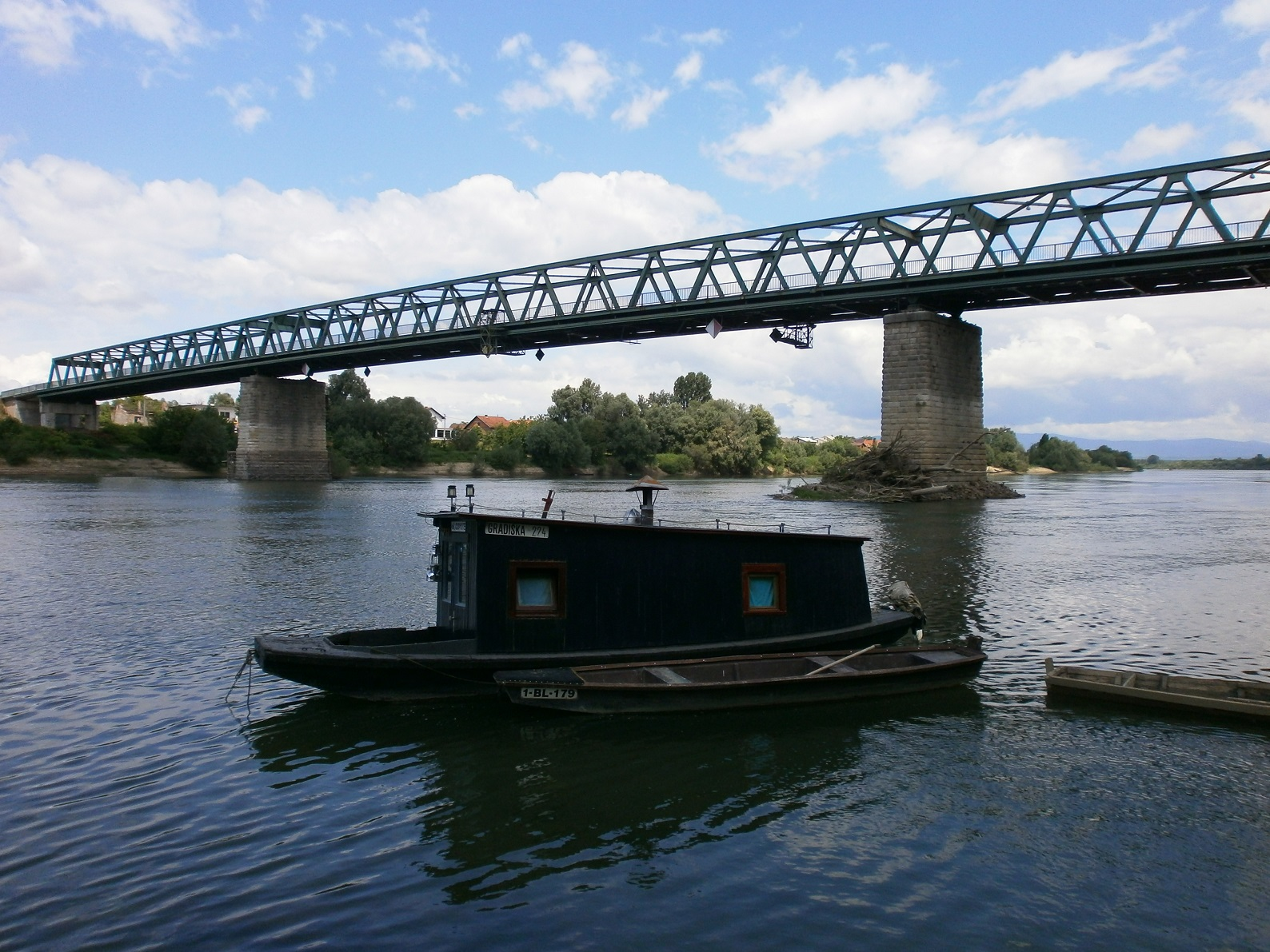
A Száva hídja Gradiškánál

Itt található a Szerb Köztársaság egyik legfontosabb személy- és teherforgalmi nemzetközi határátkelőhelye. A várost Száva-folyó melletti közvetlen fekvése, az ún. „Száva-folyosó” keleti és nyugati irányú természetes nyitottsága, valamint a hegyvidéki hátországon keresztül délre, az Adriai-tenger felé való nyitottsága fontos közlekedési csomóponttá teszi. Ez a régióközi fekvés fontos tranzit funkciót ad ennek a területnek. Gradiška város területén a Horvát Köztársaságba vezető fontos út (Banja Luka – Gradiška – Okučani, csatlakozással a Zágráb – Belgrád autópályához) halad át. 2011 novemberében megnyitották a Banja Luka – Gradiška autópálya második szakaszát (Mahovljantól Gradiškáig), melynek teljes hossza 26,5 kilométer. Ez az autópálya jobb kapcsolatot biztosít a Zágráb-Belgrád autópályával, így közvetve Európával is. Ehhez az autópályához csatlakozott Doboj – Banjaluka autópálya, ami javította a kapcsolatot a Boszniai Szerb Köztársaság keleti részeivel. A Banja Luka-i nemzetközi repülőtér 31 km-re, a zágrábi nemzetközi repülőtér pedig 130 km-re található.

## Kultúra

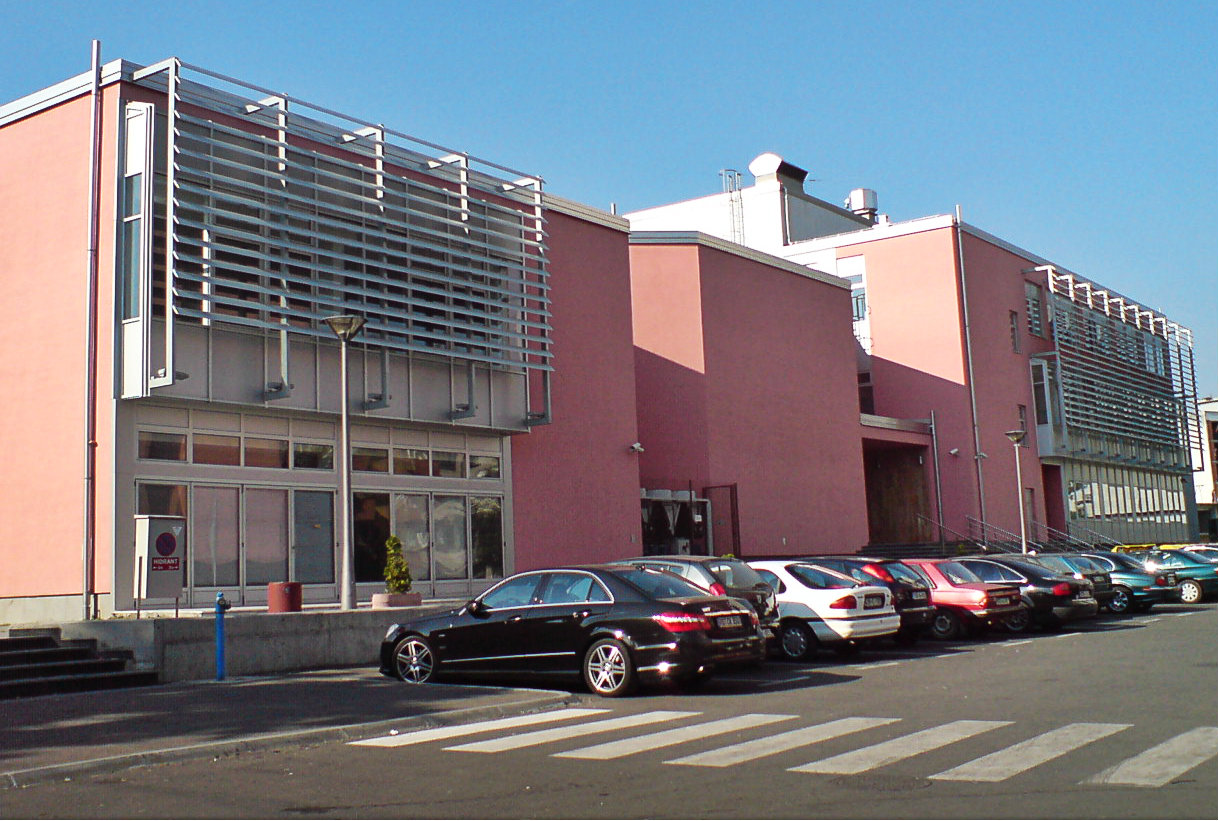
A Gradiškai Kulturális Központ épülete

- Gradiška kulturális rendezvényeinek fő színtere a Kulturális Központ, amely a több mint 30 ezer kötetes „Jovan Dučić” Nemzeti Könyvtárnak is otthont ad. A Kulturális Központban működik a Városi Asszonykórus, amely több éves munkáját számos magas elismeréssel végzi, de itt működik a KUD „Kolovit” Kulturális és Művészeti Egyesület, valamint az „Anasztázia” Amatőr Ifjúsági Színház. Az épületben más szervezetek székhelye található: a Nemzeti Egyetem, az Írószövetség, a Képzőművészek Szövetsége, valamint a „Prosvjeta”, a „Sokolsko društvo”, a „Dobrotvor” és a „Kolo srpskih sestara” egyesületek.

- Az egykori Hotel Kaizerben található a Honismereti  Múzeum, amely a Gradiška környéki helységek régészeti gyűjteményének, valamint a második világháború fényképeinek és tárgyainak gyűjteményének ad otthont. A múzeumnak nincs állandó kiállítása, nincs minden tárgya a megfelelő állapotban. A gyűjteményben jelenleg mintegy 4500 muzeális tárgy található. A múzeum elsősorban képzőművészeti jellegű kiállítási tevékenységgel foglalkozik.[8].

## Oktatás
- „Pčelice” Óvoda
- „Cipelići” Óvoda
- „Anđelak” Óvoda
- „Vasa Čubrilović” Általános Iskola
- „Danilo Borković” Általános Iskola
- „Kozarska Djeca” Általános Iskola

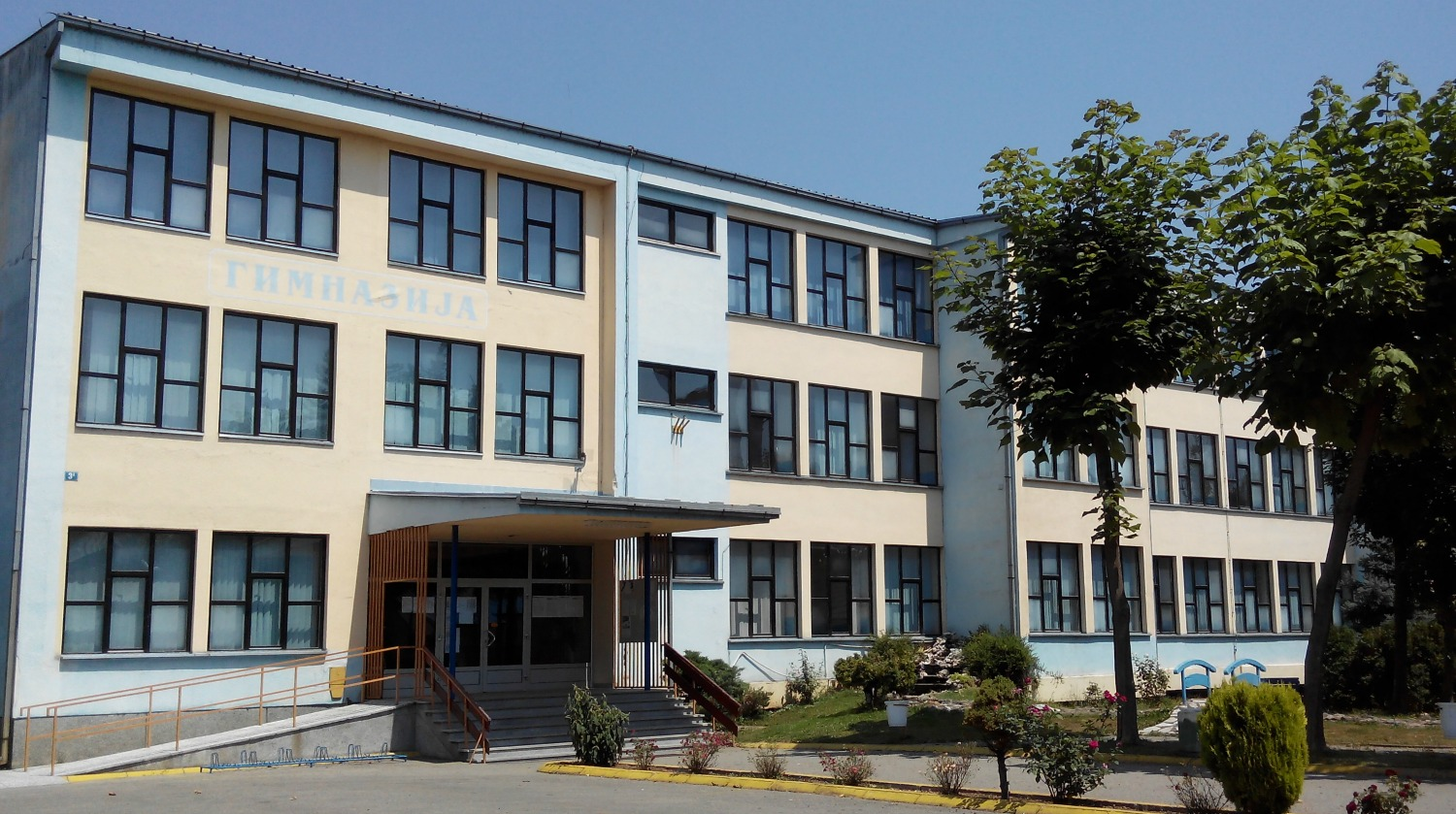
A Gradiškai Gimnázium épülete

- „Branko Smiljanić” Általános Zeneiskola
- Gradiška Gimnázium
- Gradiška Szak- és Műszaki Főiskola
- Gradiška Műszaki Iskola
- „Primus” Gradiška Üzleti Menedzsment Főiskola
- „Britannica” Nyelviskola
- „Glossa” – német nyelvi központj

## Egészségügy
A Gradiškai Egészségügyi Központ, amely egy általános kórházat, egy egészségügyi központot és egy gyógyszertárat foglal magában, több mint 100 000 lakosnak nyújt egészségügyi szolgáltatásokat, nemcsak Gradiška község területéről, hanem más települések területéről is. Az új általános kórház épületét 2011 áprilisában adták át hivatalosan.

## Sport
Gradiška község területén 74 sportszervezet működik aktívan, ezek közül 27 futballklub, 41 terem- és egyéb sportklub és hat sportegyesület. Szembetűnő a versenysportot, azaz a sportrekreációt végző polgárok számának folyamatos növekedése. Gradiška Városi Labdarúgó Szövetség 27 klubot tömörít 1400 regisztrált játékossal. A legrégebbi futballklub a Gornji Podgradac-i „Sloga” volt, amelyet még 1926-ban alapítottak, míg a legsikeresebb futballklub, az FK „Kozara” 1945-ben alakult. A Kozara mellett a város területén még egy futballklub működik, az FK „Obradovac”.
Gradiška községben 41 egyéb sportegyesület van bejegyezve (öt kosárlabda, négy röplabda, négy sakk, négy teke, két tenisz, három karate klub, két búvár-, két motoros, két fitnesz és két kézilabda, kajak, sporthorgászat, sporttánc, lovaglás, motorkerékpár, jiu-jitsu, kick-box, aikido klub, hegymászó és egy fogyatékkal élő kosárlabda klub). Közülük a legjelentősebbek az alábbiak:

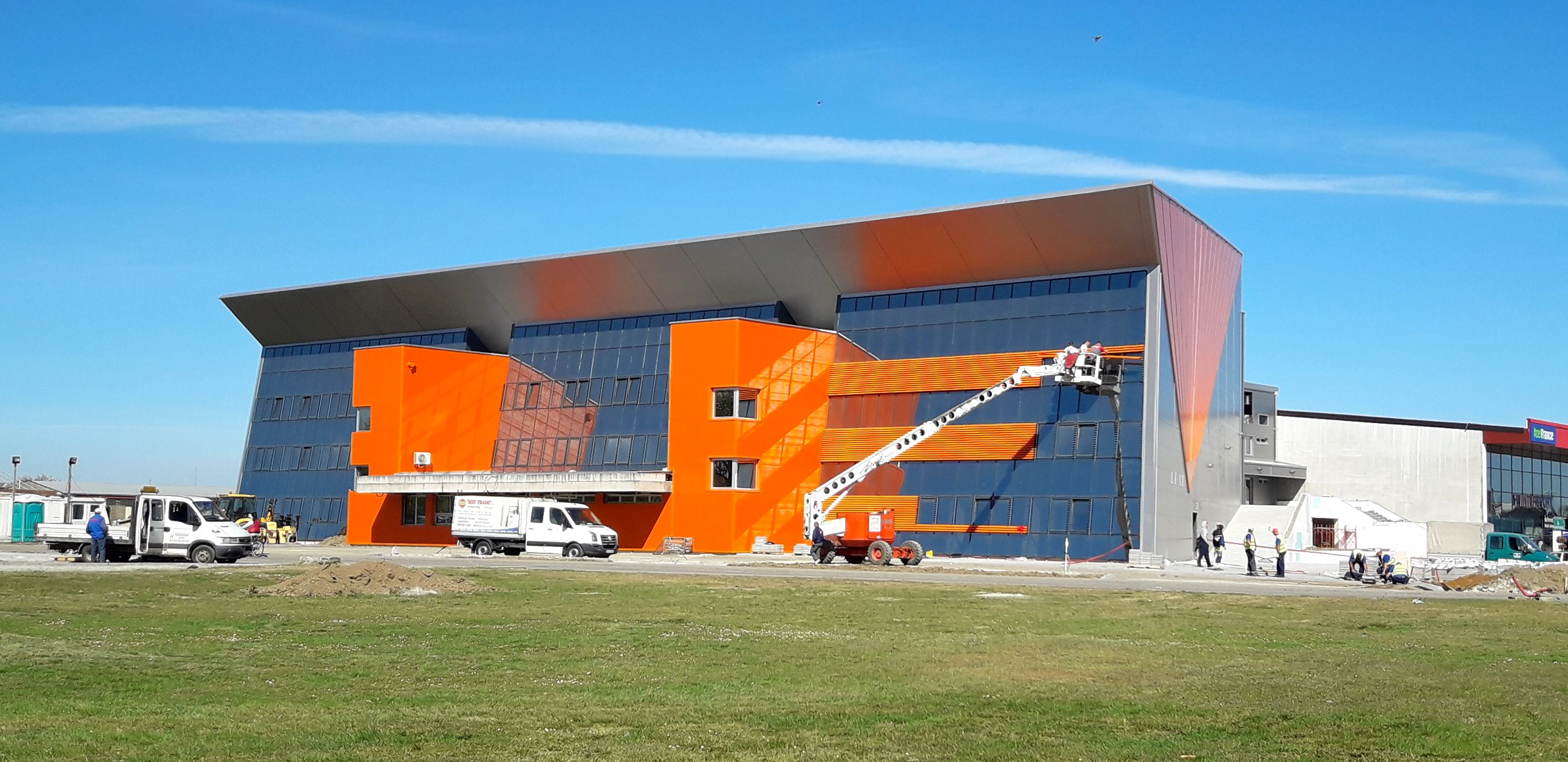
A Servitium városi sportcsarnok

- „Servitium” Gradiška kosárlabdaklub
- „Kozara” Gradiška női kosárlabda klub
- „Kozara” Gradiška Fogyatékkal élők kosárlabdaklubja
- „Gradiška” röplabdaklub
- „Servitium” Gradiška röplabdaklub
- „Olimpik” Gradiška röplabdaklub
- „Kozara” Gradiška nói röplabdaklub
- „Gradiška” kézilabdaklub
- „Kozara” Gradiška sakk-klub
- „Sveti Nikola” Gradiška víz alatti tevékenységek központja
- „Soko” Gradiška Karate Club

## Nevezetességei
- A boszniai háború idején a szerb hatóságok lerombolták az összes iszlám vallási épületet és a római katolikusok épületeinek jelentős részét is, amelyek közül sok fontos kulturális és történelmi jelentőségű épület is volt. Gradiška városának területén a következő vallási épületek pusztultak el vagy sérültek meg az akkori szerb hatóságok által végrehajtott esztelen etnikai tisztogatás során: a gradiškai városi mecset, Bukvik falu római katolikus kápolnája, Čatrnja és Mačkovac falvak római katolikus templomai, mecsetek Orahovában és Rovinában, valamint a Nova Topola-i kolostor épületei.

- Gradiška központjában található egy nagy muszlim temető, a Musala, amely ma is működik. Bár a síremlékek rossz állapotúak, a szarkofágok ritka példái azoknak a sírköveknek, amelyeken teljes szélességű arab feliratok vannak az arab írásmód Sulus stílusában írva, míg a fülkékben az arab írás neshi stílusában írt arab feliratok találhatók.

- Hanume dervis medresze. A medreszek közép- és felsőfokú muszlim iskolák voltak, amelyeket Bosznia-Hercegovinában a 15. század elejétől építettek. A gradiškai medresz épülete a városházával együtt a 19. és 20. század fordulója mór stílusú építészetének egyik legszebb példája, 1899-ben épült. Ma Gradiška Egészségügyi Központ tulajdona, de a Gradiškai Iszlám Vallási Közösség eljárást indított az ingatlan visszaszolgáltatására. Az épület meglehetősen rossz állapotban van, felújításra szorul.

- Gaibi sejk türbéje. Gradiška történetének egyik legkiemelkedőbb alakja Gaibi sejk vagy Gaib effendi volt, aki 17. század második felében élt, és a „Jivletlii” dervis rendhez tartozott. A szlavóniaiak nagy prófétának és gyógyítónak tartották, mert állítólag pestisből gyógyított meg embereket. Amikor 1683-ban kitört az osztrák-török háború, Gaibi a feljegyzések szerint megjövendölte Kara Musztafa pasa nagyvezírnek a bécsi kudarcot, ami meg is történt. Amikor az oszmán hadsereg a Száván át visszavonult, Gaibit megölte egy katona, mivel nem volt hajlandó velük visszavonulni. Makar osztrák kapitány, aki ismerte Gaibi szent tudását, elrendelte, hogy temessék el annak a Száva menti erődnek a közelében, ahol megölték. Később ezen a helyen türbét állítottak neki. Gaibi türbéje jelenleg a Tekija háremében található, ahová Stara Gradiškától 1954-ben szállították át.

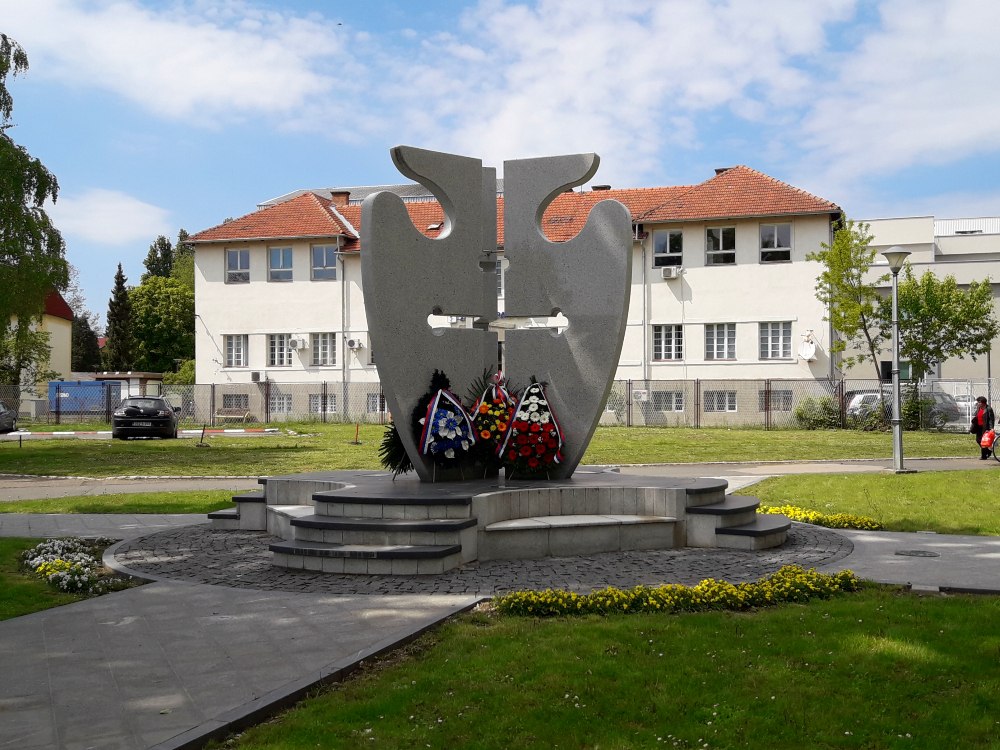
A boszniai háborúban elesettek emlékműve

- Őskori, ókori és középkori település maradványai. A Száva jobb partján Berbir egykori várának romjai közötti feltárások során őskori kerámiákat találtak, melyek a kora vaskorból származnak. A római kori épületek maradványai között ókori kerámiatöredékeket, valamint római padló és tetőcserép töredékeit, késő ókori fibulát és mécsest találtak. A Száva partján a hordalékból egy római sisak került elő. Ugyancsak az egykori vár területén 58 darab római császárkori pénzérme került elő. Valamennyi római lelet az ókori Servitium 1. és 4. század közötti létezéséről tanúskodik. Ugyancsak a vár területén előkerült 14. – 15. századi kerámiatöredékek a középkori település létezéséról tanúskodnak.[9]

- A városháza és a Kajzer szálloda épülete a Tekija negyed központjában, a Száva partján, a Berbir erőd közvetlen szomszédságában épült. Az építkezés 1880 végén kezdődött és 1900-ban fejeződött be. A tervező neve nem ismert. A második világháború után az épületeket az önkormányzat szükségleteire melléképülettel összekötötték. Ebből az alkalomból a szállodát is felújították. A városháza 2007-ig szolgálta ki a városvezetés igényeit. Az önkormányzat által finanszírozott 2008-as projekttel mindkét épületben a Honismereti Múzeum, a multimédiás központ és a Nemzeti Könyvtár helyiségei létesültek.

- A Pokrova Presvete Bogorodice ortodox templom építése 1965-ben kezdődött és 1973-ig tartott.

- A község legrégebbi temploma Romanovci faluban található, a 400 éve épült Szent Miklós-templom.

- 2015-ben a városi Emlékparkban központi emlékművet állítottak a boszniai háborúban elesettek emlékére.

## Fordítás
- Ez a szócikk részben vagy egészben  a   Gradiška című bosnyák Wikipédia-szócikk ezen változatának fordításán alapul.  Az eredeti cikk szerkesztőit annak laptörténete sorolja fel. Ez a jelzés csupán a megfogalmazás eredetét és a szerzői jogokat jelzi, nem szolgál a cikkben szereplő információk forrásmegjelöléseként.
- Ez a szócikk részben vagy egészben  a(z)   Градишка című szerb Wikipédia-szócikk ezen változatának fordításán alapul.  Az eredeti cikk szerkesztőit annak laptörténete sorolja fel. Ez a jelzés csupán a megfogalmazás eredetét és a szerzői jogokat jelzi, nem szolgál a cikkben szereplő információk forrásmegjelöléseként.